# Encyclia guatemalensis
Encyclia guatemalensis är en orkidéart som först beskrevs av Johann Friedrich Klotzsch, och fick sitt nu gällande namn av Robert Louis Dressler och Glenn E. Pollard. Encyclia guatemalensis ingår i släktet Encyclia och familjen orkidéer. Inga underarter finns listade i Catalogue of Life.